# Joannis Kapodistrias
Joannis Antonios Kapodistrias (řecky Ιωάννης Αντώνιος Καποδίστριας; 11. února 1776, Korfu – 9. října 1831, Nauplion) byl řecký politik a diplomat. Byl prvním prezidentem nezávislého řeckého státu (Helénské republiky) v moderní éře. Kapodistrias patří dodnes k řeckým národním hrdinům; v anketě Velcí Řekové roku 2009 obsadil 8. místo.

## Život
Vystudoval filozofii a lékařství na univerzitách v Padově a v Benátkách. V letech 1801–1807 vystřídal řadu významných funkcí v tzv. Sedmiostrovní republice (Eptánisos Politía), která byla v jeho éře rusko-tureckým protektorátem (do roku 1807, poté vládu převzali Francouzi). Byl jejím státním tajemníkem, ministrem vnitra a ministrem zahraničních věcí. Roku 1807 vstoupil do diplomatických služeb ruské říše. Byl velvyslancem ve Vídni a Švýcarsku. Vrcholem jeho diplomatické kariéry byl Vídeňský kongres v letech 1814–1815, kde zastupoval ruského cara Alexandra I. Za odměnu byl roku 1816 jmenován státním tajemníkem zahraničních věcí Ruska. Z diplomatických služeb cara odešel po zahájení řeckého povstání (1821), pro něž se mu nepodařilo získat ruskou podporu. Přesídlil do Švýcarska a propagoval řecké zájmy u evropských dvorů. Rovněž za své peníze nakupoval zbraně a posílal je řeckým povstalcům. Roku 1827, po vítězství povstání, byl zvolen prezidentem nezávislého Řecka. Orientoval ho na Rusko, což se nelíbilo Britům, Francouzům ani Bavorům, kteří všichni považovali řecké území za oblast svých zájmů. Zemí proto zmítaly brzy silné vnitřní spory a vypukla občanská válka.

### Vražda

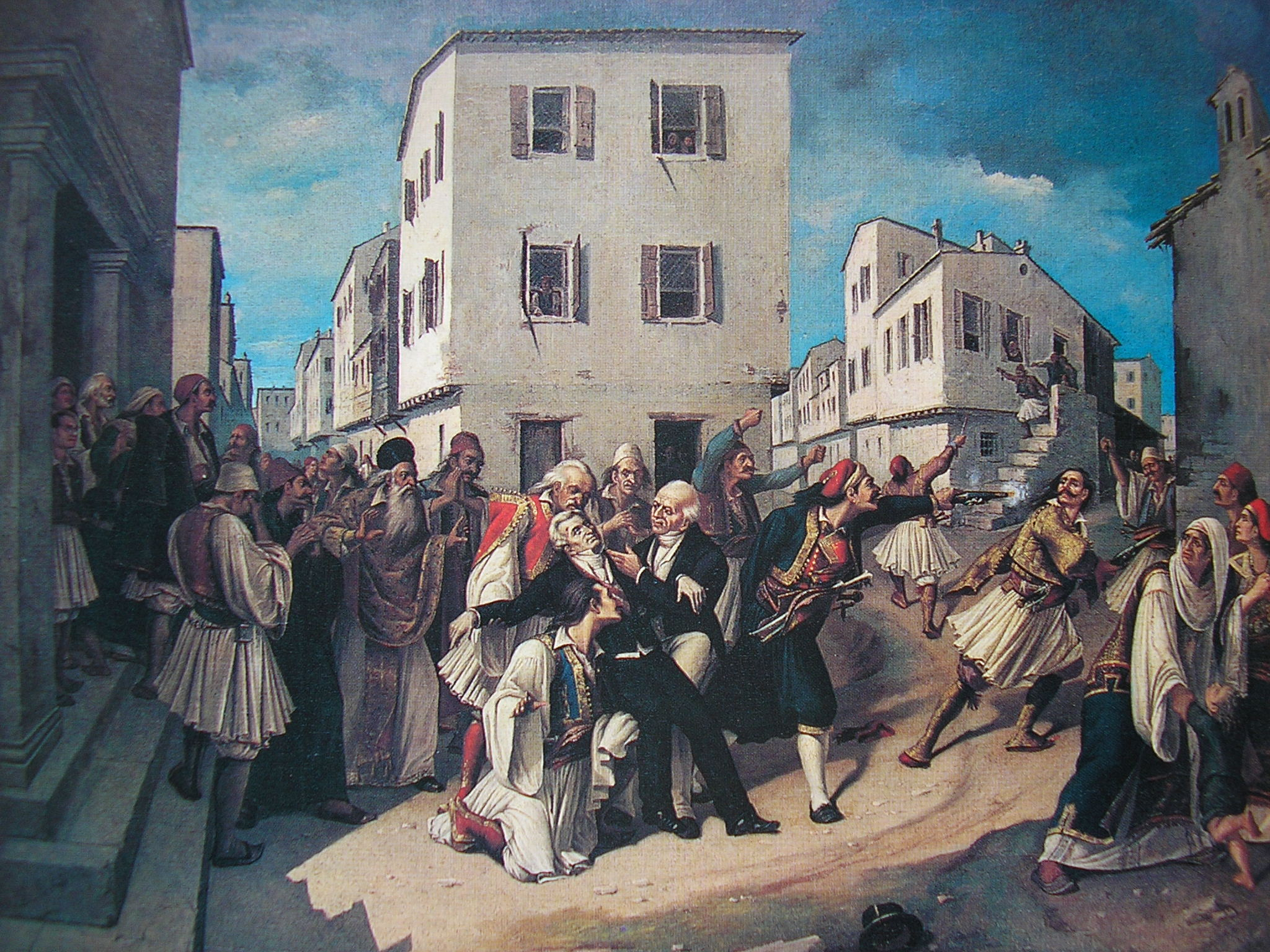
Vražda Kapodistriase od Charalambose Pachise

V roce 1831 Kapodistrias nařídil uvěznění Petrose Mavromichalise, beje poloostrova Mani, jedné z nejdivočejších a nejvzpurnějších oblastí Řecka. Tím smrtelně urazil Mavromichalisovu rodinu a 9. října 1831 Kapodistriase zavraždili Mavromichalisův bratr Konstantis a syn Georgios. Vražda se odehrála na schodech kostela sv. Spyridona v Nafpliu.
Kapodistrias vstal časně ráno a rozhodl se pro návštěvu kostela, ačkoli jej sluhové a ochránci přemlouvali, aby zůstal doma. Když došel ke kostelu, uviděl čekající vrahy. Na schodech se k němu Konstantis a Georgios přiblížili. Z nenadání Konstantis vytáhl pistoli a vystřelil. Střela minula a stopy po kulce jsou viditelné na zdi kostela dosud. Pak vytáhl nůž a bodl Kapodistriase do žaludku. Současně Georgios střelil Kapodistriase do hlavy. Generál Fotomaras, který celou scénu sledoval ze svého okna, zastřelil Konstantise, zatímco Georgiosovi se zdařilo uprchnout a skrýt se na francouzském velvyslanectví. Avšak po několika dnech se vzdal (podle jiných zdrojů byl vydán) řeckým úřadům. Porota jej odsoudila k trestu smrti a byl zastřelen popravčí četou. Posledním jeho přáním bylo, aby jej nestřelili do tváře a poslední slova zněla: „Mír, bratři!“.
Ioannise Kapodistriase ve funkci nahradil mladší bratr Augustinos Kapodistrias. Augustinos vládl pouhých šest měsíců, během kterých se země zmítala v chaosu. Následně byl Ota I. Řecký dosazen na trůn v nově zřízeném Řeckém království.

## Citáty
| „            | ... (Kapodistrias) není špatný člověk, ale upřímně řečeno, je úplný a naskrz hlupák, dokonalý zázrak bezhlavosti... Žije ve světě, kam naše mysl často zalétá v nejhorších nočních můrách | “ |
| — Metternich | |   |